# 格羅省

格羅省（西班牙語：Provincia de Grau），是秘魯的省份，位於該國南部阿普里馬克大區，首府是丘基班比亞，面積2,174平方公里，2007年人口25,090，人口密度為每平方公里11.54人。
14°06′50″S 72°42′54″W / 14.11389°S 72.71500°W